# Тимофеев, Николай Тимофеевич (член Государственной думы)
Николай Тимофеевич Тимофеев (1860 — ?) — крестьянин, депутат Государственной думы III созыва от Псковской губернии.

## Биография
Крестьянин деревни Каменка Порховского уезда Псковской губернии. Начальное образование получил в домашних условиях. На момент выборов в Думу беспартийный. Владел наделом площадью 10 десятин.
14 октября 1907 избран в Государственную думу III созыва от съезда уполномоченных от волостей Псковской губернии. Вошёл в состав фракции Умеренно-правых, а начиная с 3-й сессии работы Думы — в Русскую национальную фракцию. Состоял в земельной комиссии Думы. Поставил свою подпись под законопроектами «О запрещении продажи частновладельческих земель не иначе как посредством земельных банков» и «Об улучшении и увеличении крестьянского землевладения и землепользования».
Дальнейшая судьба и дата смерти неизвестны.

### Рекомендуемые источники
- Государственная дума. 3-й созыв. 3-я сессия: Справочник 1910 год. СПб., 1910. Выпуск 2. С. 80-81.

### Архивы
- Российский государственный исторический архив. Фонд 1278. Опись 9. Дело 794.